# باقر ياسين
باقر ياسين أحمد عبد العزيز موسى التميمي (1939 - ) هو كاتب وسياسي وباحث عراقي، من مواليد مدينة البصرة، انتمى إلى حزب البعث العراقي عام 1959. حاصل على شهادة البكالوريوس في اللغة العربية من كلية الآداب جامعة بغداد عام 1962 وعيّن في وزارة التربية وأصبح مدرس في ثانوية المعقل بعد انقلاب 8 شباط فبراير 1963 ضد نظام عبد الكريم قاسم الذي قاده البعثيين والقوميين، عين بعذلك لمنصب  محافظ البصرة، وبعد انقلاب 18 نوفمبر تشرين الثاني 1963 الذي قاده الرئيس العراقي عبد السلام عارف ضد البعثيين، أعتقل وسجن لمدة سنة ونصف حتى أطلق سراحه عام 1965.
بعد انشقاق حزب البعث في سوريا في انقلاب 23 شباط فبراير 1966 انشق البعث في العراق وأصبح باقر ياسين عضو في القيادة القطرية لحزب البعث الحليف لحزب لبعث السوري أو البعث اليساري كما سمي بعد انقلاب 17 يوليو 1968 ووصول البعث اليميني لحكم العراق برئاسة أحمد حسن البكر انتقل باقر ياسين إلى سوريا وأصبح هناك أمين سر قطر العراق لحزب البعث العراقي الجناح اليساري وهو من قاد المعارضة العراقية لإسقاط نظام البعث اليميني في العراق.[بحاجة لمصدر]وصدر به عدة احكام بالاعدام قام بارسال طائرات  مملوءة بالاسلحة لدعم المعارضة العراقية وطرح الفدرالية في العراق وهُدد بالقتل على اثرها . قدم الدعم لكل من مسعود بارزاني ومام جلال و المالكي واياد علاوي  و اصبح الامين العام لاقليم الجنوب  ودعم الاحزاب الكردية بالمال وخصص لهم ميزانية كاملة . كانت المعارضة العراقية تحتمي في منزل باقر ياسين في دمشق منهم مهدي الحكيم .

## مؤلفاته
- قول ما لا يقال عن المعارضة العراقية.[1]
- تاريخ العنف الدموي في العراق.[2]
- شخصية الفرد العراقي.
- قصائد قتلت أصحابها.
- مظفر النواب (حياته وشعره).
- كتاب السقوط ال 21 لبغداد.
- الاجتثاث في التاريخ العراقي.
- كتاب ابن العلقمي الذريعة لتخوين الشيعة.
- قال المتنبي ثم قال الطب النفسي.